# Ізраїль на Чемпіонаті світу з легкої атлетики 2017
Ізраїль на Чемпіонаті світу з легкої атлетики 2017, що проходив з 4 по 13 серпня 2017 року в Лондоні (Велика Британія) був представлений 8 спортсменами.

## Результати

### Чоловіки
Трекові і шосейні дисципліни
| Спортсмен     | Дисципліна | Фінал     | Фінал |
| Спортсмен     | Дисципліна | Результат | Місце |
| ------------- | ---------- | --------- | ----- |
| Джірмав Амаре | Марафон    | 2:26:37   | 63    |
| Мару Тефері   | Марафон    | DNF       | –     |

### Жінки
Трекові і шосейні дисципліни
| Спортсмен            | Дисципліна | Фінал      | Фінал |
| Спортсмен            | Дисципліна | Результат  | Місце |
| -------------------- | ---------- | ---------- | ----- |
| Єлене Долінін        | Марафон    | DNS        | –     |
| Лонах Чемтай Корліма | Марафон    | 2:40:22 SB | 41    |
| Маор Тійорі          | Марафон    | 2:49:45 SB | 63    |

Технічні дисципліни
| Спортсмен             | Дисципліна        | Кваліфікація | Кваліфікація | Фінал            | Фінал            |
| Спортсмен             | Дисципліна        | Результат    | Місце        | Результат        | Місце            |
| --------------------- | ----------------- | ------------ | ------------ | ---------------- | ---------------- |
| Ганна Князєва-Міненко | Потрійний стрибок | 14.17        | 8 q          | 14.42 SB         | 4                |
| Маргарита Дорожон     | Метання списа     | 61.33        | 14           | Завершила виступ | Завершила виступ |